# Daniela Städter
Daniela Städter (* 1981) ist eine deutsche Journalistin und Leiterin der Evangelischen Nachrichtenagentur IDEA.

## Leben
Städter studierte an der Ruhr-Universität Bochum und in den USA Geschichte und Politikwissenschaften. Anschließend absolvierte sie ein Volontariat an der Journalistenschule Ruhr in Essen. Danach war Städter als Pressesprecherin der Wirtschaftsförderung Mülheim & Business GmbH in Mülheim an der Ruhr tätig.
2013 begann sie bei der Evangelischen Nachrichtenagentur IDEA und war für die Berichterstattung der Region West zuständig. Am 1. März 2016 wechselte sie in die Redaktionsleitung. Im Dezember 2022 wurde bekannt, dass Städter die kommissarische Leitung von IDEA übernimmt. Seit 16. Juni 2023 leitet sie zusammen mit Dennis Pfeifer das Unternehmen.
Städter ist zudem Vorsitzende der Evangelischen Allianz in Gladbeck.
Sie ist verheiratet.